# خيسوس غيريرو غالفان
خيسوس غيريرو غالفان (بالإسبانية: Jesús Guerrero Galván)‏ هو رسام مكسيكي، ولد في 1 يونيو 1910 في تونالا في المكسيك، وتوفي في 11 مايو 1973 في كويرنافاكا في المكسيك.